# Ottilie Kürschner
Ottilie Kürschner (* 5. Januar 1915 als Ottilie Würster in Kredenbach (Kreuztal); † in den 1980er Jahren) war eine deutsche Kostümbildnerin und Puppengestalterin.
Ottilie Kürschner war die Ehefrau des Puppenspielers Erich Kürschner vom Hohnsteiner Puppentheater (Tag der Eheschließung: 21. Dezember 1946 in Kreuztal/Siegen). Sie leitete die Hohnsteiner Werkstatt und zeichnete für die textile Gestaltung tausender Handpuppen und Klappmaulfiguren verantwortlich. Den wesentlichen schöpferischen Teil ihres Lebens verbrachte sie in Essen, wo sie in den 1980er Jahren auch starb.
In der Gestaltung ihrer Puppenkostüme hielt sie sich vorwiegend an die Vorlagen von Elisabeth Grünwaldt, die im Auftrag des Gründers der ersten Hohnsteiner Puppenbühne, Max Jacob, seit Beginn der 1920er Jahre den Stil der später typischen Hohnsteiner Figuren mitgeprägt hatte. Zunächst waren es vor allem Trachtenkleider und Haartrachten des bayrischen und sächsischen Brauchtums sowie aus der traditionellen Vergangenheit herrührende Uniformen und herrschaftliche Gewänder, die Kürschners Puppenkostüme prägten. Später modifizierte sie die Puppenkostüme mehr und mehr auch den Wünschen ihrer Kunden entsprechend; so kamen dem traditionellen Figurenensemble des Kasperspiels beständig neue Typen hinzu, wie beispielsweise ein freundlicher Verkehrspolizist für die Polizeipuppenbühnen anstelle des blau uniformierten, märchenhaft anmutenden Schutzmannes.
An der Seite von Ottilie Kürschner arbeitete lange Jahre Irma Priese, ohne jedoch selbst jemals namentlich aus dem Schatten der Hohnsteiner Werkstatt Ottilie Kürschner herauszutreten zu wollen. 

## Quelle
- Von Kürschner und Priese eingekleidete Handpuppen und Klappmaulfiguren befinden sich im Puppenspielarchiv Gerd J. Pohl.

| Personendaten    | Personendaten                                  |
| ---------------- | ---------------------------------------------- |
| NAME             | Kürschner, Ottilie                             |
| ALTERNATIVNAMEN  | Würster, Ottilie (Geburtsname)                 |
| KURZBESCHREIBUNG | deutsche Kostümbildnerin und Puppengestalterin |
| GEBURTSDATUM     | 5. Januar 1915                                 |
| GEBURTSORT       | Kredenbach (Kreuztal)                          |
| STERBEDATUM      | zwischen 1980 und 1990                         |